# Keith Burns
Keith Burns (Hurst, 26 settembre 1960) è un allenatore di football americano statunitense della National Football League (NFL).

## Carriera come allenatore
Dopo 28 anni di esperienza a livello collegiale, Burns iniziò la sua carriera come allenatore nella NFL nel 2012 con gli Oakland Raiders come assistente allenatore dello Special Team, fino al 2013.

## Vittorie e premi
Nessuno

## Vita familiare
Burns è sposato con Yvonne da cui ha avuto tre figli.